# Кровна угода

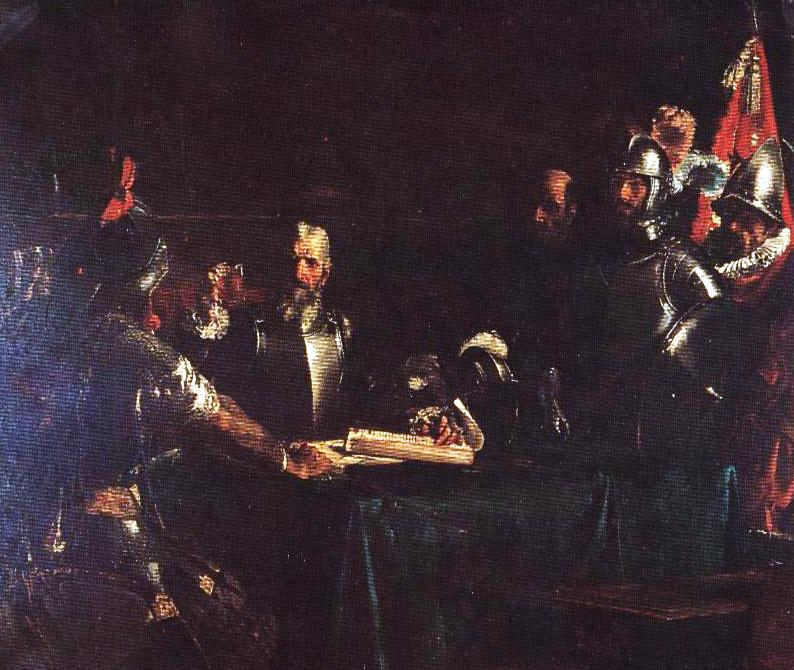
El Pacto de Sangre (1886), шедевр живопису Pacto de Sangre або Sandugo Хуана Луни

Кровна угода — стародавній ритуал, призначений для скріплення дружби чи договору або для підтвердження угоди. Договірні сторони різали собі руки і виливали свою кров у чашу, наповнену рідиною, наприклад вином, і випивали суміш.
Відомим прикладом кровної угоди був Ель Пакто де Санґре або Сандуґо 1565 року між іспанським дослідником Міґелем Лопесом де Леґаспі та Дату Сікатуною, вождем Бохоля. Попередня кровна угода, перша між тубільцями та європейцями, відбулася в 1521 році між мореплавцем Фердинандом Магелланом і раджею Хумабоном із Себу.
Інший тип кровних угод також був описаний Антоніо Піґафеттою під час зупинки на Палавані (після смерті Магеллана). Він був укладений між екіпажем Дату експедиції на Палавані як символ мирних намірів. Дату зробив невеликий надріз на грудях за допомогою ножа, позиченого в експедиції. Тоді дату занурив палець у кров і торкнувся нею кінчика свого язика та чола. Екіпаж експедиції зробив те саме, щоб підписати угоду.
Подібний ритуал практикували посвячені в революційну групу XIX століття Катіпунан. Хоча вони не споживали їхньої крові, вони використовували її для підписання своїх контрактів про членство.
Інший відносно недавній кровний договір був укладений у 1860-х роках між близькими друзями султаном Джамалул Аламом із султанату Сулу та Германом Леопольдом Шуком, прусським морським торговцем. Зрештою Шук оселився в Сулу і представив на островах сорт кави Кахава Суґ.